# Magnolia nilagirica
Magnolia nilagirica là một loài thực vật có hoa trong họ Magnoliaceae. Loài này được (Zenker) Figlar mô tả khoa học đầu tiên năm 2000.